# Tero Pitkämäki
Tero Kristian Pitkämäki (19 de diciembre de 1982, Ilmajoki, Finlandia) es un atleta finlandés especializado en el lanzamiento de jabalina. Fue campeón del mundo en el Mundial de Osaka, además de bronce olímpico en las olímpiadas de Pekín 2008.

## Biografía
En el Campeonato Europeo 2006 fue medalla de plata con un lanzamiento de 86,44 metros.
En el Campeonato Mundial celebrado en Osaka en 2007, Pitkämäki ganó el oro con un lanzamiento de 89,16 metros, aunque con el título ya ganado hizo un último lanzamiento de 90,33 metros.
El 5 de octubre de 2007, Tero Pitkämäki ganó el premio de Atleta del Año otorgado por la AEA. En ese mismo año, Pitkämäki fue votado como Deportista Finlandés del Año, premio otorgado por la Asociación de Periodistas Deportivos Finlandeses, imponiéndose a otros deportistas finlandeses como Virpi Kuitunen o el campeón del mundo de Fórmula 1 Kimi Räikkönen.
En las Olimpiadas de Pekín 2008, logró la medalla de Bronce con un lanzamiento de 86,16 metros.
Ganó la medalla de bronce en el Campeonato Europeo de 2010 celebrado en Barcelona al lanzar 86,67 metros.